# Эрикур (Верхняя Сона)
Эрику́р (фр. Héricourt) — коммуна во Франции, находится в регионе Франш-Конте. Департамент — Верхняя Сона. Административный центр кантона Эрикур-Эст. Округ коммуны — Люр.
Код INSEE коммуны — 70285.

## География
Коммуна расположена приблизительно в 360 км к юго-востоку от Парижа, в 70 км северо-восточнее Безансона, в 50 км к востоку от Везуля.
По территории коммуны протекает река Лизен.

## Население
| Год  | Численность | Численность |
| ---- | ----------- | ----------- |
| 2013 | 9896        |             |
| 2015 | 10 131      | [ 4 ]       |
| 2016 | 10 400      | [ 5 ]       |
| 2017 | 10 601      | [ 6 ]       |
| 2018 | 10 654      | [ 7 ]       |
| 2019 | 10 646      | [ 8 ]       |
| 2020 | 10 592      | [ 9 ]       |
| 2021 | 10 478      | [ 10 ]      |
| 2022 | 10 525      | [ 1 ]       |

## Администрация
| Период | Период | Фамилия            | Партия                                                                           | Примечания |
| ------ | ------ | ------------------ | -------------------------------------------------------------------------------- | ---------- |
| 1947   | 1971   | Жорж Турню         | Французская секция Рабочего интернационала                                       |            |
| 1971   | 1983   | Андре Жирар        | Социал-демократическая партия                                                    |            |
| 1983   | 1989   | Жан-Пьер Мишель    | Социалистическая партия → Гражданское движение → Ассоциация левых республиканцев |            |
| 2004   | 2014   | Жан-Мишель Вилломе | Социалистическая партия                                                          |            |

## Экономика
В 2010 году среди 6617 человек трудоспособного возраста (15—64 лет) 4684 были экономически активными, 1933 — неактивными (показатель активности — 70,8 %, в 1999 году было 67,5 %). Из 4684 активных жителей работали 4037 человек (2150 мужчин и 1887 женщин), безработных было 647 (315 мужчин и 332 женщины). Среди 1933 неактивных 563 человека были учениками или студентами, 683 — пенсионерами, 687 были неактивными по другим причинам.

## Достопримечательности
- Лютеранская церковь Св. Христофора. Исторический памятник с 1995 года[12]
- Башня замка Эрикур (XVI век). Исторический памятник с 1913 года[13]
- Фонтан и общественная прачечная (1837—1840 годы). Исторический памятник с 1979 года[14]

## Фотогалерея

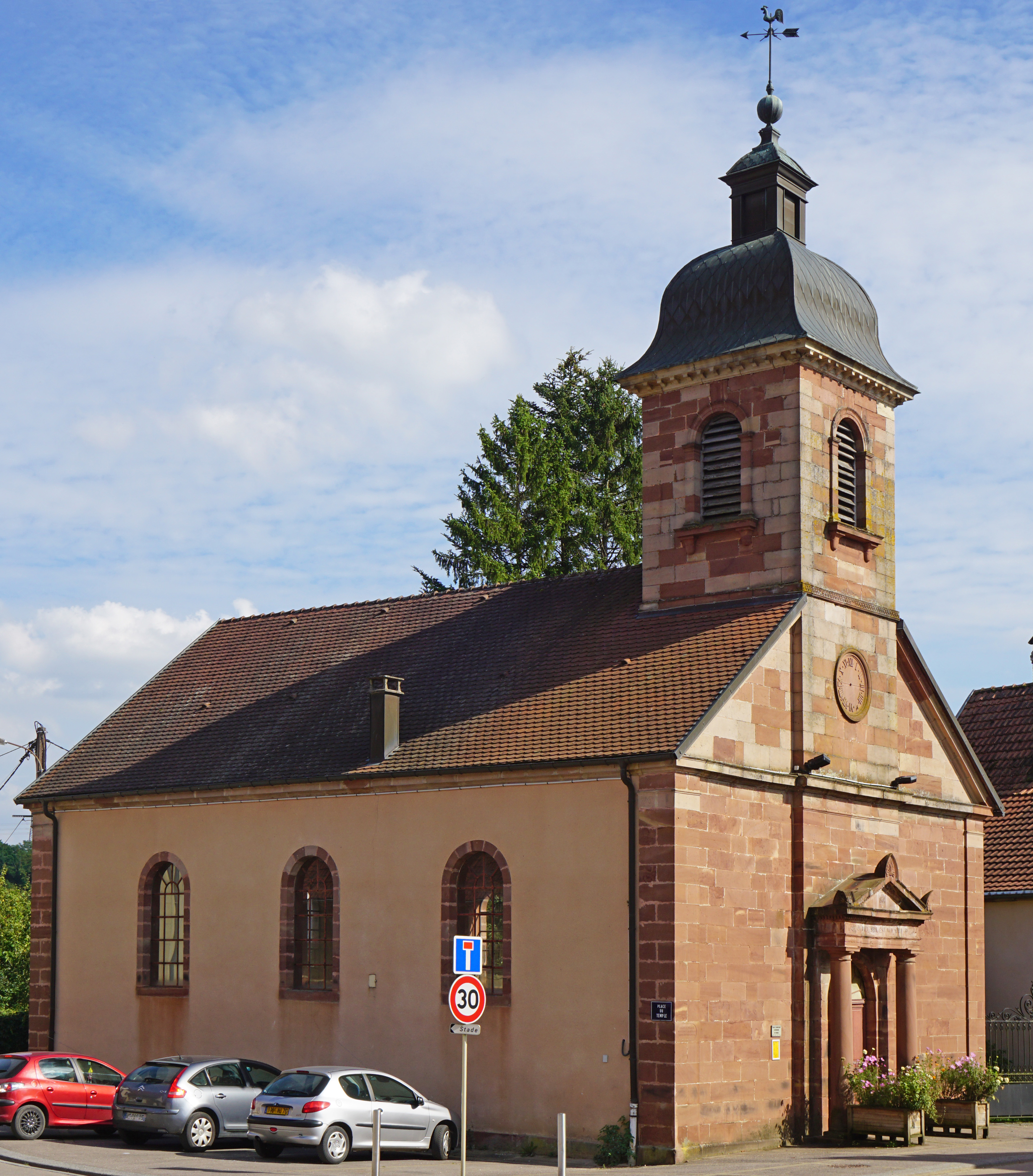
Лютеранская церковь Св. Христофора
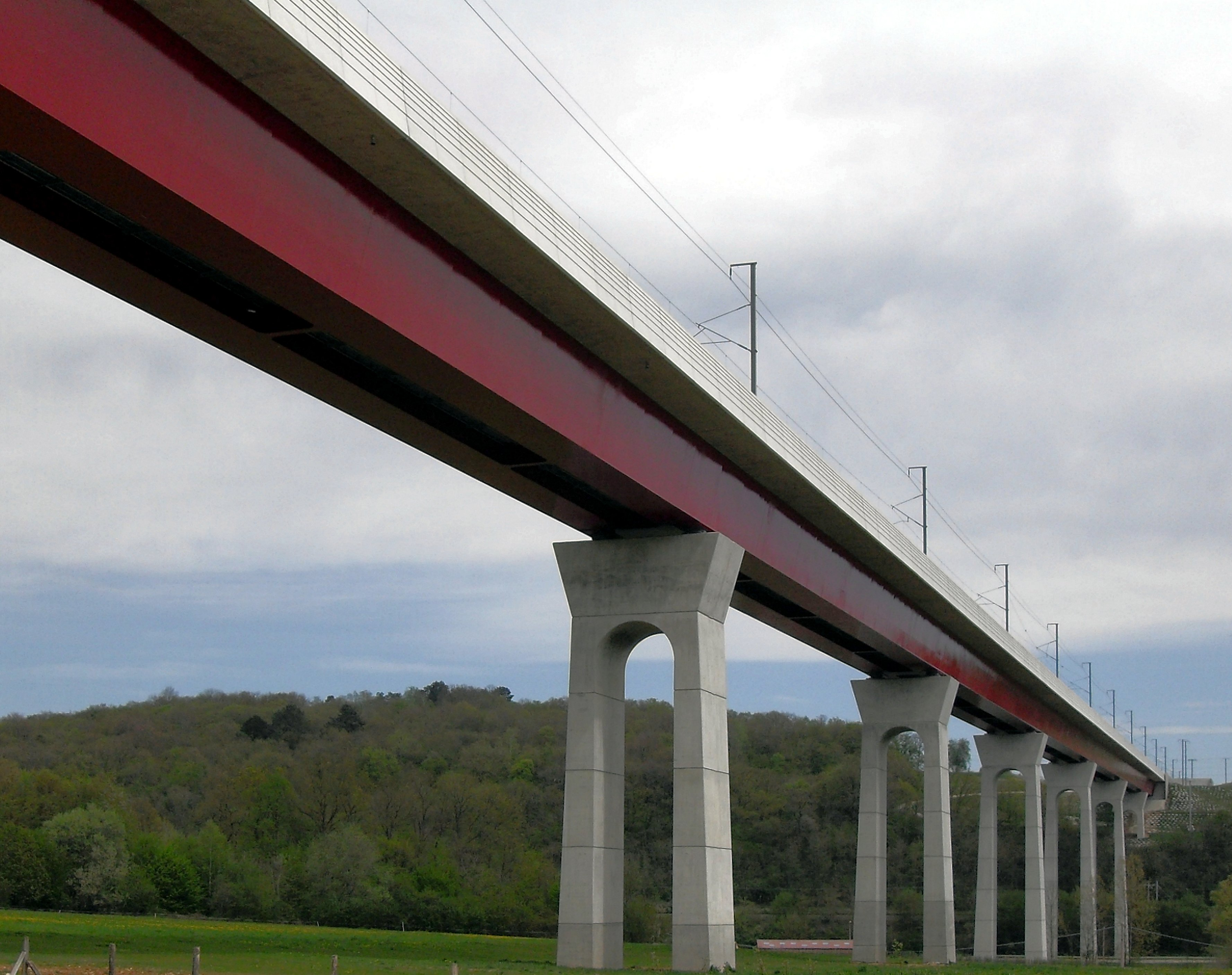
Виадук через реку Лизен